# Robert H. Michel

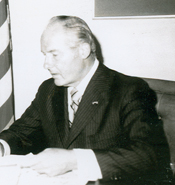
Robert H. Michel

Robert Henry Michel (* 2. März 1923 in Peoria, Illinois; † 17. Februar 2017 in Arlington, Virginia) war ein US-amerikanischer republikanischer  Politiker. Zwischen 1957 und 1995 vertrat er den Bundesstaat Illinois im US-Repräsentantenhaus.

## Werdegang
Robert Michel besuchte die öffentlichen Schulen seiner Heimat. Während des Zweiten Weltkrieges diente er zwischen 1943 und 1946 in der US Army. Dabei war er in Europa eingesetzt. Er wurde zwischenzeitlich durch Maschinengewehrfeuer verwundet. Später erhielt er für seine militärische Leistungen mehrere Auszeichnungen, darunter das Purple Heart und zweimal den Bronze Star. Nach dem Krieg setzte er seine Ausbildung bis 1948 mit einem Studium an der Bradley University in Preoria fort. Gleichzeitig schlug er als Mitglied der Republikanischen Partei eine politische Laufbahn ein. Von 1949 bis 1956 gehörte er zum Stab des Kongressabgeordneten Harold Himmel Velde. Zwischen 1964 und 1992 nahm er als Delegierter an allen Republican National Conventions teil. In den Jahren 1984, 1988 und 1992 war er Vorsitzender dieser Bundesparteitage.
Bei den Kongresswahlen des Jahres 1956 wurde Michel im 18. Wahlbezirk von Illinois in das US-Repräsentantenhaus in Washington, D.C. gewählt, wo er am 3. Januar 1957 die Nachfolge von Velde antrat. Nach 18 Wiederwahlen konnte er bis zum 3. Januar 1995 insgesamt 19 Legislaturperioden im Kongress absolvieren. In seine Zeit im Kongress fielen unter anderem der Vietnamkrieg, die Bürgerrechtsbewegung und im Jahr 1974 die Watergate-Affäre. Von 1975 bis 1981 fungierte Michel als Whip der republikanischen Fraktion, ehe er als Nachfolger von John Jacob Rhodes republikanischer Fraktionschef (House Minority Leader) wurde. Im Jahr 1994 verzichtete er auf eine weitere Kandidatur, da er seine Stellung als überparteilicher und moderater Fraktionschef in seiner eigenen Fraktion immer mehr durch den aggressiveren und konservativeren Whip Newt Gingrich in Gefahr sah und er zu befürchten hatte im nächsten Kongress, in dem die Republikaner wegen der republikanischen Revolution eine gute Chance hatten nach 40 Jahren die Mehrheit zurückzugewinnen, nicht mehr zum Fraktionschef der Republikaner gewählt zu werden. Deswegen ist Michel mit James Robert Mann einer der beiden House Minority Leader, die nicht, nachdem ihre Partei die Mehrheit im Repräsentantenhaus zurückgewonnen hatte, zum neuen Sprecher des Repräsentantenhauses gewählt wurden. 
Robert Michel war mit der im Jahr 2003 verstorbenen Corinne Woodruff verheiratet. Das Paar hatte vier Kinder.